# Міняйло Сергій Денисович
Сергі́й Дени́сович Міня́йло — бандурист, артист, учасник Полтавської капели бандуристів з 1925 р. та об'єднаної Київської капели бандуристів з 1935 р. Автор багатьох інновацій відносно конструкції бандури, а саме система перемикання яка була застосована на бандурах харківського зразка роботи А. Паліївця.